# Offend Maggie
Offend Maggie è il nono album in studio del gruppo musicale statunitense Deerhoof, pubblicato nel 2008.

## Tracce
1. The Tears and Music of Love – 3:58
2. Chandelier Searchlight – 3:31
3. Buck and Judy – 3:25
4. Snoopy Waves – 2:05
5. Offend Maggie – 2:02
6. Basket Ball Get Your Groove Back – 2:36
7. Don't Get Born – 0:49
8. My Purple Past – 3:49
9. Family of Others – 2:47
10. Fresh Born – 3:35
11. Eaguru Guru – 4:00
12. This Is God Speaking – 1:15
13. Numina O – 3:40
14. Jagged Fruit – 5:49